# Studio Mir
Studio Mir Co, Ltd. (hangeul : 주식회사 스튜디오 미르 ; RR : Jusikhoesa Seutyudio Mireu) est un studio d'animation sud-coréen basé à Séoul, fondé en 2010. Le studio a notamment animé la plupart des séries télévisées américaines La Légende de Korra, My Aventures with Superman, la quatrième saison de The Boondocks, Voltron, le défenseur légendaire, DOTA : Dragon's Blood, ainsi que des films comme Big Fish & Begonia, The Witcher : Le Cauchemar du loup et Mortal Kombat Legends : Scorpion's Revenge.

## Histoire
Le Studio Mir est fondé en 2010 par Jae-Myung Yu, avec le directeur exécutif Kwang-il Han et le responsable du développement commercial Seung-wook Lee. Jae-Myung Yu a travaillé pendant 20 ans dans le domaine de l'animation, notamment en tant que directeur de l'animation pour la série Avatar : Le dernier maître de l'air. Il choisit le nom du studio en référence à la station spatiale soviétique puis russe Mir, qui l'a inspiré pour ses « percées scientifiques et son esprit de collaboration ».
Le studio commence à travailler avec 20 animateurs sur son premier projet, la série animée de Nickelodeon et la suite d'Avatar, La Légende de Korra, un contrat inhabituellement important pour un nouveau studio, qu'il obtient grâce à la longue relation de travail de Yu avec les créateurs des deux séries, Bryan Konietzko et Michael Dante DiMartino. Outre l'animation proprement dite, Mir travaille avec Nickelodeon Animation Studio pour contribuer à la préproduction et au story-board de Korra, ce qui inclut la chorégraphie des arts martiaux. Quelque temps après la fin de La Légende de Korra, Mark Taylor, ancien vice-président de Nickelodeon, travaille avec le Studio Mir pour créer l'animation de la série animée de science-fiction Voltron, le défenseur légendaire avec une partie de l'équipe créative de Korra.
Très peu des animations auxquelles Mir contribue sont diffusées en Corée du Sud — seule la première saison de Korra a eu une « sortie très discrète ». Pour cette raison, le studio est peu connu dans le pays et, par conséquent, la société se concentre sur les collaborations internationales.
Le studio travaille sur sa première série originale, intitulée Koji, et recherche des investisseurs pour le projet.
En février 2023, Studio Mir devient officiellement une société publique cotée au KOSDAQ.

## Filmographie[4]

### Séries télévisées
- 2012-2014 ː La Légende de Korra[5]
- 2012 ː Black Dynamite
- 2014 ː The Boondocks[5],[6]
- 2016-2018 ː Voltron, le défenseur légendaire[5]
- 2017 ː LEGO Elves : secrets d'Elvendale[5]
- 2019 ː La Ligue des justiciers : Nouvelle Génération
- 2020 ː Kipo et l'Âge des animonstres
- 2021-2022 ː Dota: Dragon's Blood[7]
- 2021-2022 ː La Ligue des justiciers ː Nouvelle Génération[8]
- 2022 ː Harley Quinn
- 2022 ː Lookism[9]
- 2023 ː Skull Island
- 2023 ː My Adventures with Superman
- 2025 : Devil May Cry[10]
- Koji (projet à venir)[2]

### Films
- 2016 ː Big Fish & Begonia[5]
- 2018 ː La mort de Superman
- 2020 ː Mortal Kombat Legends: Scorpion's Revenge
- 2021 ː Batman: Soul of the Dragon
- 2021 ː The Witcher : Le Cauchemar du loup[11]
- 2021 ː Mortal Kombat Legends: Battle of the Realms
- 2022 ː Batman and Superman: Battle of the Super Sons
- 2023 ː Babylon 5: The Road Home

### Courts métrages
- 2012 ː Think Like a Man[6] (séquence d'ouverture animée)
- 2013 ː ASURA Online[5] (bande annonce en animation 2D)
- 2013 ː League of Legends - Road to the Cup[5]
- 2015 ː Les Gardiens de la Galaxie[5] (courts métrages saison 1)
- 2015 ː League of Legends - Bard: Mountain
- 2016 ː Turtles Take Time (and Space!)
- 2019 ː DC Showcase: Sgt. Rock
- 2019 ː DC Showcase: Death
- 2020 ː Batman: Death in the Family
- 2021 ː Dota 2 - Marci[12] (animation 2D)
- 2023 ː Star Wars: Visions (saison 2, épisode 5 ː « Voyage au bout des ténèbres »)

### Jeux vidéo
- 2020 ː Sackboy: A Big Adventure (animation de scènes 2D)